# ИС-1
ИС (Объект 237) — советский тяжёлый танк периода Второй мировой войны. Аббревиатура ИС означает «Иосиф Сталин» — официальное название серийных советских тяжёлых танков выпуска 1943—1953 гг.  В годы Второй мировой войны вместе с обозначением ИС на равных использовалось название ИС-85, в этом случае индекс 85 означает калибр основного вооружения машины.

## История создания
Тяжёлые танки ИС и ИС-2 ведут свою родословную от тяжёлого танка КВ-1/КВ-1с и среднего танка тяжёлого бронирования КВ-13 («Объект 233»), созданного в 1942 году в СКБ-2 (позднее Опытный танковый завод) Челябинского тракторного завода.
Самое непосредственное влияние на темпы изготовления танков ИС оказало появление зимой 1942—1943 годов на Восточном фронте новейших немецких тяжёлых танков «Тигр». Постановлением ГКО № 2943сс от 24 февраля 1943 года Кировскому заводу в Челябинске и заводу № 100 НКТП (переименованный Опытный танковый завод) предписывалось изготовить и предъявить на государственные испытания два опытных образца танков «Иосиф Сталин» — ИС.
В качестве исходных для них были взяты два последних варианта КВ-13. При этом первый прототип, вооружённый 76,2-мм пушкой ЗИС-3, получил обозначение ИС с сохранением заводского индекса «Объект 233», а второй — со 122-мм танковой гаубицей У-11 в башне, заимствованной у опытного тяжёлого танка КВ-9 — получил обозначение ИС-2 («Объект 234»).
Испытания обеих машин проводились в период с 22 марта по 19 апреля 1943 года и прошли в целом удачно. Комиссия признала, что в результате более плотной компоновки, чем у КВ-1с, танки ИС имеют при меньшей массе более сильное бронирование и более высокую скорость движения при равноценном с ним вооружении у ИС-1 («Объект 233») и более мощном у ИС-2 («Объект 234»).
Однако в конце апреля прошли испытания трофейного танка Тигр I на полигоне в Кубинке, которые показали низкую эффективность существующих противотанковых орудий против его бронирования. Постановление ГКО N2 3289сс от 5 мая 1943 года «Об усилении артиллерийского вооружения танков и самоходных установок» поставило задачу разработать 85-мм танковые орудия с баллистикой зенитного орудия 52-К для установки в штатную башню танка КВ-1с и на новый тяжёлый танк ИС.
В первой половине июня прототипы новых пушек были готовы для испытаний. Центральное артиллерийское конструкторское бюро (ЦАКБ) предоставило орудие С-31 Горшкова/Грабина, соединив 85-мм ствол с люлькой 76-мм танковой пушки ЗИС-3, что существенно облегчило бы её производство. КБ завода № 9 под руководством Ф. Ф. Петрова предоставило пушку Д-5Т на основе 85-мм пушки Д-5С для самоходно-артиллерийской установки СУ-85, с затвором и подъёмным механизмом от 76-мм танковой пушки Ф-34. Д-5Т отличалась малой массой и небольшой длиной отката.
Однако уже на этапе компоновки выяснилось, что 85-мм орудие при диаметре башенного погона 1535 мм установить невозможно. Конструкторы расширили погон до 1800 мм под новую трёхместную башню, увеличив объём боевого отделения и длину танка, а в ходовую часть добавили шестой опорный каток. Эти изменения привели к росту массы до 44 т и снижению удельной мощности.
В начале июля 1943 года были готовы два прототипа танка ИС, построенные на доработанном корпусе КВ-13 с новой башней под 85-мм пушку: № 1 с пушкой С-31 и № 2 с пушкой Д-5Т. Они получили общее обозначение «Объект 237». Кроме того, на основе корпуса КВ-1с были изготовлены прототипы танка КВ — «Объект 239» (КВ-85) с башней ИС-85 и пушкой Д-5Т, что потребовало модернизации бронекорпуса под увеличенный башенный погон, и «Объект 238» (КВ-85Г) с 85-мм пушкой С-31, установленной в существующей башне от КВ-1с.
В июле 1943 года прошли заводские испытания, в результате которых прототипы танков ИС и КВ с пушкой Д-5Т были допущены к государственным испытаниям, проходившим 2-8 августа. Оба прототипа были рекомендованы к принятию на вооружение.
8 августа 1943 года постановлением ГКО № 3891 был принят на вооружение и немедленно запущен в производство КВ-85 с 85-мм пушкой Д-5Т в башне ИС-85. 4 сентября 1943 года постановлением ГКО № 4043 был принят на вооружение ИС-85 с пушкой Д-5Т, однако было принято временное решение о продолжении производства СУ-152 и КВ-85, так как развернуть серийный выпуск ИС-85 к этому времени не удалось. Этим же постановлением ЧТЗ было предписано разработать вариант танка ИС с более мощной 122-мм пушкой и разработать на его базе самоходную установку ИСУ-152.
Серийное производство ИС-85 началось в октябре 1943 года, но уже в ноябре 1943 года на вооружение был принят танк ИС-122 (ИС-2) «Объект 240», и производство было свёрнуто уже в январе 1944 года.

## Производство
| год \ месяц | январь | февраль — сентябрь | октябрь | ноябрь | декабрь | Всего |
| ----------- | ------ | ------------------ | ------- | ------ | ------- | ----- |
| 1943        | —      | —                  | 2       | 23     | 40      | 67    |
| 1944        | 40     | —                  | —       | —      | —       | 40    |

## Описание конструкции
ИС-1 по своей сути являлся глубокой модернизацией предыдущей модели тяжёлого танка, КВ-1/КВ-1с. Значительной переработке с целью усиления подверглись броневая защита и вооружение, для улучшения эксплуатационных характеристик и надёжности ИС-1 получил новую коробку перемены передач планетарного типа. Однако в своей конструкции новый танк унаследовал большое число деталей от танков КВ различных модификаций. Как и все другие советские серийные тяжёлые и средние танки того времени, ИС имел классическую компоновку. Бронекорпус от носа к корме последовательно делился на отделение управления, боевое отделение и моторно-трансмиссионное отделение. Механик-водитель размещался в отделении управления, три других члена экипажа имели рабочие места в боевом отделении, которое объединяло среднюю часть бронекорпуса и башню. Там же располагались орудие, боезапас к нему и часть топливных баков. Двигатель и трансмиссия были установлены в корме машины.

### Броневой корпус и башня
Броневой корпус танка (кроме лобовой детали) сваривался из катаных броневых плит толщиной 90, 75, 60, 30 и 20 мм. Лобовая деталь обтекаемой формы с рациональными углами наклона брони являлась литой, в различных частях её толщина варьировалась от 30 до 120 мм, с остальными деталями она соединялась сваркой. Броневая защита дифференцированная, противоснарядная. Обтекаемая башня представляла собой броневую отливку сложной геометрической формы, её борта толщиной 100 мм располагались под углом к вертикали для повышения снарядостойкости. Лобовая часть башни с амбразурой для орудия, образованная пересечением четырёх сфер, отливалась отдельно и соединялась болтами с самой башней. Маска орудия представляла собой цилиндрический сегмент гнутой катаной бронеплиты и имела три отверстия — для пушки, спаренного пулемёта и прицела. Башня устанавливалась на погон диаметром 1800 мм в броневой крыше боевого отделения и фиксировалась захватами во избежание сваливания при сильном крене или опрокидывании танка. Поверхность «соприкосновения» нижнего погона башни и верхнего погона бронекорпуса была несколько утоплена в крышу боевого отделения, что исключало заклинивание башни при обстреле. Погон башни размечался в тысячных для стрельбы с закрытых позиций.
Механик-водитель располагался по центру в передней части бронекорпуса танка. По сравнению с танком КВ-1с плотная компоновка обитаемого пространства танка ИС не позволила разместить в нём пятого члена экипажа — стрелка-радиста. Его функции были распределены между командиром и механиком-водителем: первый работал с радиостанцией, а второй вёл неприцельный огонь из курсового пулемёта путём нажатия на гашетку электроспускового механизма на одном из рычагов управления. Сам курсовой пулемёт располагался справа от механика-водителя и жёстко крепился в специальном бронированном патрубке, который приваривался к лобовой бронедетали танка. Впоследствии из-за низкой эффективности неприцельного огня и ослабления лобового бронирования от курсового пулемёта и вовсе отказались. Три члена экипажа располагались в башне: слева от орудия были рабочие места наводчика и командира танка, а справа — заряжающего. Командир машины имел литую наблюдательную башенку с толщиной вертикальной брони до 82 мм. Посадка и выход экипажа производились через люки в башне: круглый двухстворчатый люк командирской башенки и круглый одностворчатый люк заряжающего. Корпус также имел днищевой люк для аварийного покидания экипажем танка и ряд люков, лючков и технологических отверстий для погрузки боекомплекта, доступа к горловинам топливных баков, другим узлам и агрегатам машины.

### Вооружение

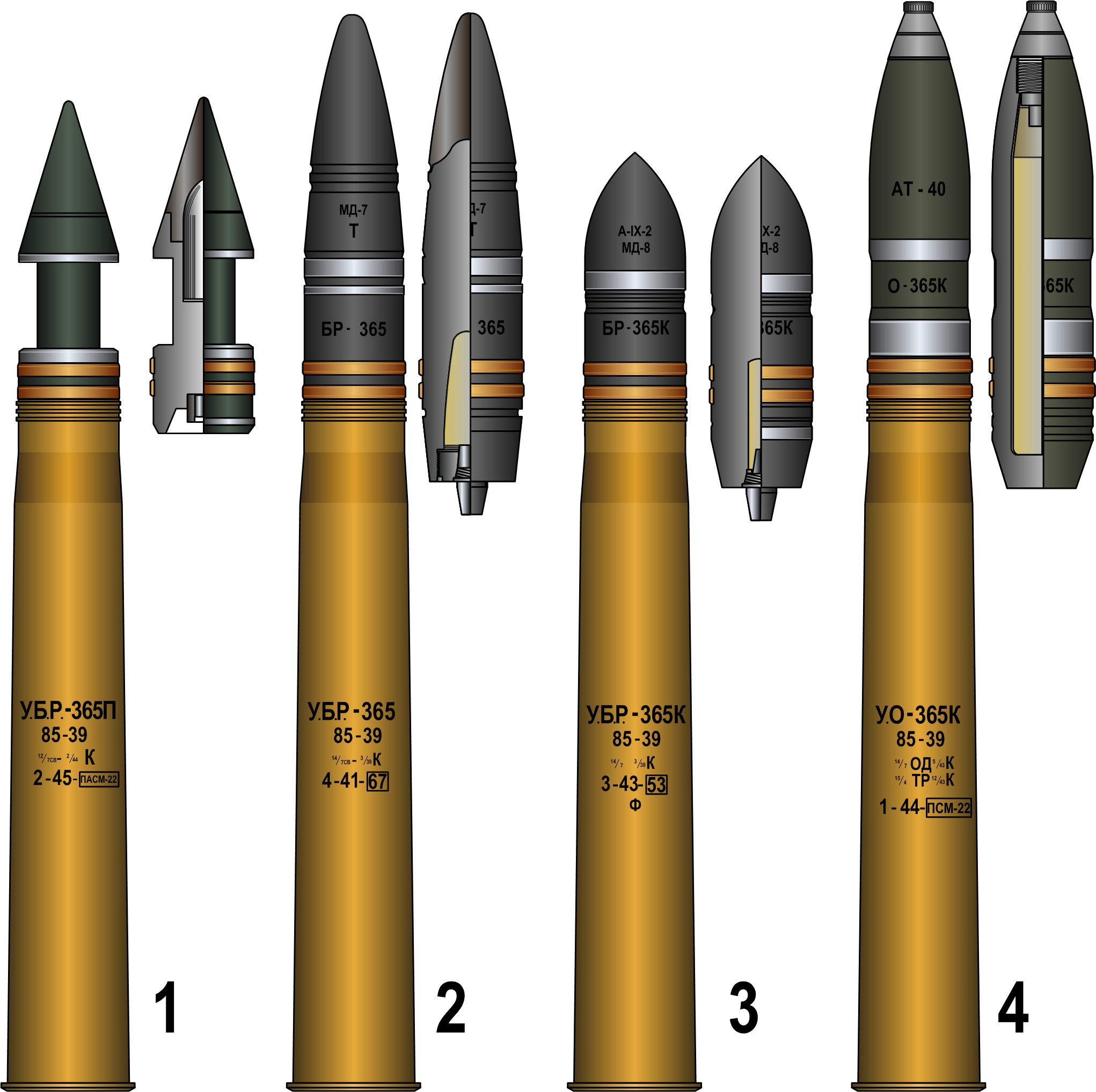
Выстрелы и снаряды к 85-мм танковой пушке Д-5Т.
1. Выстрел УБР-365П со снарядом БР-365П (подкалиберный бронебойный снаряд трассирующий «катушечного» типа).
2. Выстрел УБР-365 со снарядом БР-365 (тупоголовый с баллистическим наконечником с локализаторами трассирующий).
3. Выстрел УБР-365К со снарядом БР-365К (остроголовый с локализаторами трассирующий).
4. Выстрел УО-365К со снарядом О-365К (стальная осколочная цельнокорпусная граната с взрывателем КТМ).

Основным вооружением ИС-1 являлась танковая пушка образца 1943 года Д-5Т калибра 85 мм. Орудие монтировалось на цапфах в башне и было полностью уравновешено. Сама башня с орудием Д-5Т также являлась уравновешенной: её центр масс располагался на геометрической оси вращения. Пушка Д-5Т имела вертикальные углы наводки от −5 до +25°, при фиксированном положении башни она могла наводиться в небольшом секторе горизонтальной наводки (т. н. «ювелирная» наводка). Выстрел производился посредством электрического или ручного механического спуска.
Боекомплект орудия составлял 59 выстрелов унитарного заряжания. Выстрелы укладывались в башне и вдоль обоих бортов боевого отделения. По сравнению с широким ассортиментом боеприпасов 85-мм зенитного орудия 52-К — родоначальника пушки Д-5Т, боекомплект ИС-1 был существенно менее разнообразен. В его состав входили:
- бронебойный унитарный выстрел массой 16 кг с тупоголовым бронебойно-трассирующим снарядом с баллистическим наконечником БР-365 массой 9,2 кг (масса взрывчатого вещества — тротил или аммотол — 164 г) и зарядом Г-365 массой 2,48—2,6 кг; начальная скорость 792 м/с;
- бронебойный унитарный выстрел массой 16 кг с остроголовым бронебойно-трассирующим снарядом БР-365К массой 9,2 кг (масса взрывчатого вещества — тротил или аммотол — 48 г) и зарядом Г-365 массой 2,48—2,6 кг; начальная скорость 792 м/с;
- бронебойный унитарный выстрел массой 11,42 кг с подкалиберным снарядом катушечного типа БР-365П массой 5,0 кг и зарядом Г-365 массой 2,5—2,85 кг; начальная скорость 1050 м/с;
- осколочный унитарный выстрел массой 14,95 кг со снарядом О-365 общей массой 9,54 кг (масса взрывчатого вещества — тротил или аммотол — 741 г) и зарядом Г-365 массой 2,6 кг; начальная скорость 792 м/с.

Осколочные снаряды О-365 имели большое число вариантов и при оснащении некоторыми типами взрывателей могли с успехом использоваться в качестве фугасных.
По советским данным, бронебойный снаряд БР-365 по нормали пробивал на расстоянии 500 м бронеплиту толщиной 111 мм, на вдвое большей дистанции при тех же условиях — 102 мм. Подкалиберный снаряд БР-365П на расстоянии 500 м по нормали пробивал бронеплиту толщиной 140 мм. При угле встречи относительно нормали 30° при стрельбе в упор снаряд БР-365 пробивал 98 мм, а на 600—1000 м — 88—83 мм брони.
На танке ИС-1 устанавливались три 7,62-мм пулемёта ДТ: неподвижный курсовой, спаренный с орудием и кормовой в шаровой установке в приливе на задней части башни. Боекомплект ко всем ДТ составлял 2520 патронов. Эти пулемёты монтировались таким образом, что при необходимости их можно было снять с монтировок и использовать вне танка. Также для самообороны экипаж имел несколько ручных гранат Ф-1 и иногда снабжался пистолетом для стрельбы сигнальными ракетами.

### Двигатель
ИС-1 оснащался четырёхтактным V-образным 12-цилиндровым дизельным двигателем В-2-ИС мощностью 520 л. с. (382 кВт). Пуск двигателя обеспечивался инерционным стартером с ручным и электрическим приводами или сжатым воздухом из двух резервуаров в боевом отделении машины. Электроприводом инерционного стартера являлся вспомогательный электродвигатель мощностью 0,88 кВт. Дизель В-2ИС комплектовался топливным насосом высокого давления НК-1 с всережимным регулятором РНК-1 и корректором подачи топлива. Для очистки поступающего в двигатель воздуха использовался фильтр типа «Мультициклон». Также в моторно-трансмиссионном отделении устанавливались подогревающие устройства для облегчения пуска двигателя в холодное время года. Они также могли быть использованы для подогрева боевого отделения машины. ИС-1 имел три топливных бака, два из которых располагались в боевом отделении и один — в моторно-трансмиссионном. Танк также оснащался четырьмя наружными дополнительными топливными баками ёмкостью 360 л, не связанными с топливной системой двигателя.

### Трансмиссия
Танк ИС-1 оснащался механической трансмиссией, в состав которой входили:
- многодисковый главный фрикцион сухого трения «стали по феродо»;
- четырёхступенчатая коробка передач с демультипликатором (8 передач вперёд и 2 назад);
- два бортовых двухступенчатых планетарных механизма поворота с многодисковым блокировочным фрикционом сухого трения «сталь по стали» и ленточными тормозами;
- два двухрядных комбинированных бортовых редуктора.

Все приводы управления трансмиссией — механические. По сравнению с предыдущей моделью тяжёлого танка КВ-85, новым элементом трансмиссии являлись планетарные механизмы поворота.

### Ходовая часть
Подвеска у ИС-1 индивидуальная торсионная для каждого из 12 цельнолитых двускатных опорных катков малого диаметра (550 мм). Напротив каждого опорного катка к бронекорпусу приваривались ограничители хода балансиров подвески. Ведущие колёса со съёмными зубчатыми венцами цевочного зацепления располагались сзади, а ленивцы были идентичны опорным каткам. Верхняя ветвь гусеницы поддерживалась тремя малыми цельнолитыми поддерживающими катками по каждому борту; эти катки были заимствованы от конструкции танка КВ-85. Механизм натяжения гусеницы — винтовой; каждая гусеница состояла из 86 одногребневых траков шириной 650 мм.

### Электрооборудование
Электропроводка в танке ИС-1 была однопроводной, вторым проводом служил бронекорпус машины. Источниками электроэнергии (рабочие напряжения 12 и 24 В) были генератор ГТ-4563А с реле-регулятором РРА-24Ф мощностью 1 кВт и две последовательно соединённые аккумуляторные батареи марки 6-СТЭ-128 общей ёмкостью 128 А·ч. Потребители электроэнергии включали в себя:
- электромотор поворота башни;
- наружное и внутреннее освещение машины, приборы подсветки прицелов и шкал измерительных приборов;
- наружный звуковой сигнал и цепь сигнализации от десанта к экипажу машины;
- контрольно-измерительные приборы (амперметр и вольтметр);
- электроспуск пушки и пулемётов;
- средства связи — радиостанция и танковое переговорное устройство;
- электрика моторной группы — электродвигатель инерционного стартера, бобины свечей зимнего пуска двигателя и т. д.

### Средства наблюдения и прицелы
Люк командира и рабочее место заряжающего оборудовались перископическими приборами МК-4 для наблюдения за окружающей обстановкой изнутри машины (всего 2 штуки). Командирская башенка имела пять смотровых щелей с защитными стёклами. Механик-водитель в бою вёл наблюдение через смотровой прибор с триплексом, который защищался броневой заслонкой. Этот смотровой прибор устанавливался в бронированном люке-пробке на лобовой бронеплите по продольной осевой линии машины. В спокойной обстановке этот люк-пробка мог быть выдвинут вперёд, обеспечивая механику-водителю более удобный непосредственный обзор с его рабочего места.
Для ведения огня ИС-1 оснащался двумя орудийными прицелами: телескопическим 10Т-15 для стрельбы прямой наводкой и перископическим ПТ4-15 для стрельбы с закрытых позиций. Головка перископического прицела защищалась специальным броневым колпаком. Для обеспечения возможности огня в тёмное время суток шкалы прицелов имели приборы подсветки. Кормовой пулемёт ДТ мог комплектоваться прицелом ПУ от снайперской винтовки с трёхкратным увеличением.

### Средства связи
Средства связи включали в себя радиостанцию 10Р или 10РК-26 (на части выпущенных машин стояла радиостанция 71-ТК) и переговорное устройство ТПУ-4-Бис на 4 абонента.
Радиостанции 10Р или 10РК представляли собой комплект из передатчика, приёмника и умформеров (одноякорных мотор-генераторов) для их питания, подсоединяемых к бортовой электросети напряжением 24 В.
10Р представляла собой симплексную ламповую коротковолновую радиостанцию, работающую в диапазоне частот от 3,75 до 6 МГц (соответственно длины волн от 50 до 80 м). На стоянке дальность связи в телефонном (голосовом) режиме достигала 20—25 км, в движении она несколько уменьшалась. Бо́льшую дальность связи можно было получить в телеграфном режиме, когда информация передавалась телеграфным ключом азбукой Морзе или иной дискретной системой кодирования. Стабилизация частоты осуществлялась съёмным кварцевым резонатором, плавная подстройка частоты отсутствовала. 10Р позволяла вести связь на двух фиксированных частотах; для их смены использовался другой кварцевый резонатор из 15 пар в комплекте радиостанции.
Радиостанция 10РК являлась технологическим улучшением предыдущей модели 10Р, она стала проще и дешевле в производстве. У этой модели появилась возможность плавного выбора рабочей частоты, число кварцевых резонаторов было уменьшено до 16. Характеристики по дальности связи значительных изменений не претерпели.
Танковое переговорное устройство ТПУ-4-Бис позволяло вести переговоры между членами экипажа танка даже в сильно зашумлённой обстановке и подключать шлемофонную гарнитуру (головные телефоны и ларингофоны) к радиостанции для внешней связи.

## Модификации

### Серийные
Все 107 выпущенных танков ИС-1 не имели между собой значительных конструктивных отличий, поэтому этот серийный танк, согласно официальным документам и по данным военно-исторических источников, не имеет модификаций.

### Опытные

#### Объект 244
В конце 1943 года ГАУ обратилось к КБ завода № 9, предложив разработать на базе Д-5 орудие, которое по баллистике было бы идентично новейшей немецкой PaK 43. Модернизированная пушка Д-5 получила более длинный ствол, что позволило довести начальную скорость бронебойного снаряда до 920—950 м/с за счёт увеличения порохового заряда. При этом пушка могла вести огонь и обычными 85-мм боеприпасами. Танковый вариант пушки получил обозначение Д-5Т-85БМ, а вариант для САУ — Д-5С-85БМ (БМ — большой мощности).
Д-5Т-85БМ была установлена в танк ИС-1. Этот танк получил обозначение Объект 244. Танк проходил испытание с января по март 1944 года, но не был принят на вооружение, поскольку в производство был запущен ИС-2 с аналогичными бронебойными характеристиками, но более мощными фугасными снарядами за счёт большего калибра (122 мм).
На Объект 244 в опытном порядке также были установлены опорные катки оригинальной конструкции ОКБ завода № 100. предназначавшиеся для нового опытного тяжелого танка — «Объект 252» (ИС-6) и дополнительный груз (8 т). Диаметр двухскатных опорных катков по сравнению со стандартными катками танка ИС-1 был увеличен до 750 мм. Обод катка был изготовлен из стали 45, а штампованный диск из стали 40. Во время испытаний средняя скорость движения танка составила 22.5 км/ч, максимальная — 35,4 км/ч. Конструкция опорных катков была признана удовлетворительной. 

#### Объект 245 и Объект 248
Объект 248 — опытный образец на базе ИС, перевооруженный 100-мм пушкой С-34.
Объект 245 — опытный образец на базе ИС, перевооружённый 100-мм пушкой Д-10Т.
Разработка Объекта 245 потребовала расширения и существенной переработки башни, а поставка ИС-2 в производство окончательно поставила крест на этих проектах.

### Машины на базе ИС-1
Большая потребность фронтовых частей в тяжёлых самоходно-артиллерийских установках СУ-152 сразу же поставила вопрос о создании её аналога на базе танка ИС, поскольку в свете его запуска в серию танк КВ-1с снимался с производства, а его база использовалась для производства СУ-152. Поэтому параллельно с разработкой ИС-1 на заводе № 100 сразу же разрабатывался его вариант под компоновку гаубицы-пушки МЛ-20С в неподвижной броневой рубке. Изначально проект этой САУ именовался ИС-152, ведущим конструктором по этой машине был Г. Н. Москвин. В ноябре 1943 года был построен и испытан прототип новой самоходки Объект 241, в том же месяце он был принят на вооружение РККА и запущен в серию на ЧКЗ под названием ИСУ-152.
Более позднюю самоходку, ИСУ-122, рассматривать как машину на базе ИС-1 неправомерно, хотя ходовые части у них были почти идентичны. Прототип ИСУ-122 Объект 242 был построен в декабре 1943 года, когда сам ИС-1 уже сходил с производства, а серийный выпуск ИСУ-122 был налажен в апреле 1944 года, когда из танков ЧКЗ выпускал только ИС-2 и все усовершенствования его ходовой части автоматически переходили на ИСУ-122. Кроме того, артиллерийское вооружение ИСУ-122 (особенно ИСУ-122С), было почти идентично танку ИС-2, но не ИС-1.

## Боевое применение
Наблюдение за боевым применением и эксплуатацией новых танков было поручено инженер-майору А. И. Шамину, старшему помощнику начальника испытательного отдела НИБТ Полигона, автору руководства по войсковому ремонту танка КВ-1, которого направили в 13-й гвардейский тяжёлый танковый полк, куда Шамин прибыл 5 февраля 1944 года. Тяжелые танки использовались как таран, для прорыва обороны противника. В первом же бою под Лисянкой 19 февраля, в котором из-за технических неполадок смогло участвовать только 5 танков ИС из 10 выдвинувшихся на позиции, выяснилось, что 75 мм орудие Пантеры пробивает не только лобовую броню танка, рассчитанную на попадание из 88 мм, но и более короткоствольных орудий танка Тигр-I. Все 5 танков были потеряны, из них 2 сгорело и 3 были подбиты, причем дважды был поражен люк механика-водителя. Во втором сражении, при наступлении на город Умань танки ИС-1 попали под огонь замаскированных 88 мм зенитных орудий c дистанции 600—800 м, но в целом лобовая броня танков выдержала попадания, хотя имелись случаи появления трещин. После взятия Умани оставшиеся 5 танков ИС направились к городу Бельцы, но остановились из-за технических неполадок.
Шамин составил отчет, в котором основным выводом было то, что ИС не имеет достаточных преимуществ в борьбе с тяжёлыми танками противника. Этот отчет не повлиял на судьбу танка ИС, поскольку к этому моменту уже фактически было принято решение о замене его более успешным танком ИС-2, однако отчет серьёзно повлиял на дальнейшее развитие семейства танков ИС. Кроме недостаточной мощности орудия и недостаточного бронирования указывалось на многочисленные технические проблемы, связанные с конструкцией танка.
Оставшиеся танки ИС использовались в качестве командирских машин, либо сводились в 1-й гвардейский танковый полк, который участвовал в Львовско-Сандомирской операции, а в последний раз массово применил эти танки в Восточно-Карпатской операции в сентябре — октябре 1944 года.
53 танка ИС-1 состояли на вооружении Советской Армии ещё и в ноябре 1950 года.

## В массовой культуре

### В компьютерных играх
ИС-1 можно встретить в следующих компьютерных играх:
- Armored Aces;
- War Thunder;
- World of Tanks — представлен как прокачиваемый тяжёлый танк 7 уровня под обозначением ИС[10];
- World of Tanks Blitz — представлен как прокачиваемый тяжёлый танк 7 уровня под обозначением ИС, также можно встретить Объект 244 как премиум-танк 6 уровня;
- Wild tanks online;
- В тылу врага 2: Штурм;
- call to arms: gates of hell;
- Steel Division 2;
- Panzer General 2;
- Close combat: cross of Iron;
- Вторая мировая;
- Танки: Стальной легион;
- Hell Let Loose.